# Chile na Letnich Igrzyskach Olimpijskich 2000
Chile na Letnich Igrzyskach Olimpijskich 2000 reprezentowało 50 zawodników, 43 mężczyźni i 7 kobiet.

## Zdobyte medale
| Medal | Zawodnik | Dyscyplina  | Konkurencja      |
| ----- | --- | ----------- | ---------------- |
| Brąz  | Nelson Tapia, Cristian Andrés Álvarez, Claudio Maldonado, David Henríquez, Pablo Contreras, Pedro Reyes, Sebastián González, David Pizarro, Iván Zamorano, Francisco Arrué, Reinaldo Navia, Héctor Tapia, Rodrigo Núñez, Rodrigo Tello, Manuel Ibarra, Rafael Olarra, Patricio Ormazábal, Javier di Gregorio, Mauricio Rojas, Andrés Oroz, Milovan Mirosevic, Johnny Herrera | Piłka nożna | Turniej mężczyzn |